# Molenplaat

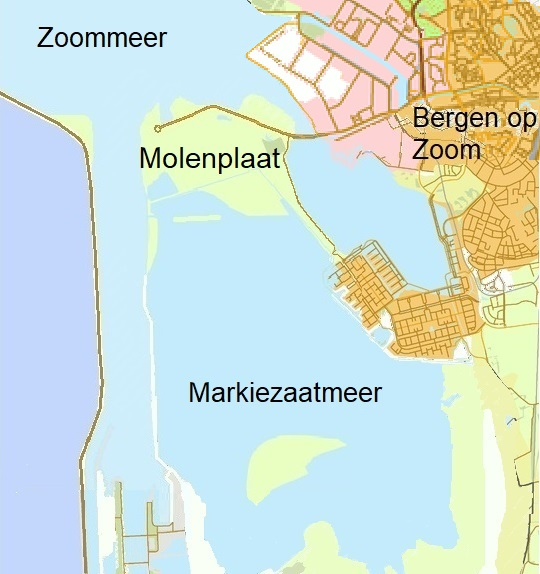
Molenplaat

De Molenplaat is een natuurgebied dat aansluit op het Markiezaatsmeer. Het meet ruim 150 ha.

## Geschiedenis
Oorspronkelijk was dit een droogvallende plaat in de Oosterschelde. In 1972 werd hier echter een speciedepot aangelegd om het materiaal dat vrijkwam bij de aanleg van het Schelde-Rijnkanaal te bergen. Het betrof zowel zand, slib en veen. In 1988 werd hier ook slib opgespoten dat uit het Bathse spuikanaal afkomstig was. Vervolgens werd het gebied van greppels voorzien, ingezaaid met koolzaad en werd er akkerbouw op bedreven. Op sommige plaatsen werd er zand weggegraven waardoor plassen en laagten ontstonden.

## Flora en fauna
In 1992 werd het gebied aangekocht door de Stichting Brabants Landschap. Op 24 ha van het gebied werd het maaiveld verlaagd door ontgronding. In 2003 werd hier de bijenorchis aangetroffen. Er werden 156 soorten paddenstoelen aangetroffen, waaronder de morielje.
Tot de broedvogels behoren oeverzwaluw, kluut en steltkluut. De klapekster en blauwe kiekendief overwinteren er.